# Curb Your Enthusiasm
Curb Your Enthusiasm er en amerikansk tv-serie på betalingskanalen HBO med Larry David i hovedrollen. Serien havde premiere i år 2000 og sluttede i 2024 med 12 sæsoner bag sig.
Den danske TV-serie Klovn, med Frank Hvam og Casper Christensen, er stærkt inspireret af denne serie.